# William James Bryan
William James Bryan (Fort Mason, 1876. október 10. – Washington, 1908. március 22.) az Amerikai Egyesült Államok szenátora (Florida, 1907–1908).